# Dipoenura
Dipoenura là một chi nhện trong họ Theridiidae.